# Malum in se
Malum in se (множина mala in se) — латинський вислів, що означає «неправильний, шкідливий або злий за своєю природою». Фраза використовується для опису поведінки або вчинків, що вважаються злими або неправильними за своєю сутністю, незалежно від встановлених законів або приписів, на відміну від malum prohibitum — вчинків, які вважаються неправильними внаслідок заборони (протизаконними).
Наприклад, більшість людей вважають вбивство іншої людини неправильним, незалежно від регулювання законами або обставин вбивства, таким чином, вбивство категоризується, як malum in se. З іншого боку, можна розглянути, наприклад, користування соціальними мережами в Інтернеті. В Китаї або інших тоталітарних країнах це заборонено, що категоризує такі дії, як malum prohibitum внаслідок законів, але не тому, що ці вчинки є злими за своєю природою.
Концепція malum in se була використана для визначення загальних правопорушень. 